# Ataúlfo Argenta
Ataúlfo Argenta Maza ( Castro-Urdiales, 19 de novembre de 1913 - Los Molinos, Madrid, 21 de gener de 1958) va ser un pianista i director d'orquestra espanyol.
Es va casar amb Juana Pallarés Guisasola, amb qui va tenir cinc fills. Un d'ells, Fernando Argenta (1945-2013), va ser un popular presentador i divulgador de música clàssica a RNE a la segona meitat del segle xx.

## Biografia
El seu nom complet era Ataúlfo Exuperio Martín de Argenta Maza, i va ser l'únic fill de Laura Maza i Juan Martín de Argenta, cap de l'estació de ferrocarrils de Castro-Urdiales.
Va ser un alumne precoç de música, rebent classes de solfeig, piano i violí al Cercle Catòlic de la seva localitat natal. El 1925 tota la família es va traslladar a Madrid, on Ataúlfo va començar a estudiar música al Real Conservatori de Madrid com a alumne de Manuel Fernández Alberdi. Allí va destacar ràpidament com a pianista. En morir son pare, Ataúlfo va quedar com a responsable del manteniment econòmic de la seva família, a 17 anys. Durant un temps va estar tocant el piano a bars i locals i estudiant al mateix temps. Abandonà els estudis i treballà en una oficina dels Ferrocarrils de l'Estat. Més tard va reprendre els seus estudis i els va ampliar a Bèlgica amb el mestre Armand Marsick en el prestigiós Conservatori de Lieja.
De tornada a Espanya, el va sorprendre la Guerra Civil Espanyola durant una gira de concerts i es va traslladar a Segòvia en un intent d'acostar-se a Madrid. Allí va ser mobilitzat pel bàndol nacional al Batalló de Transmissions de Segòvia. Va ser empresonat i a punt de ser afusellat acusat d'espionatge pel mateix bàndol nacional. Va emmalaltir greument de tifus.
Durant la guerra es va casar amb una antiga companya del Conservatori, Juana Pallarés Guisasola. Es va veure en la necessitat de tocar a teatres i a orquestres menors per guanyar-se la vida.
L'endemà de néixer el seu segon fill estava fent un concert a Oviedo i al descans li van donar la notícia que aquell fill havia mort. Argenta va sortir a tocar les Escenes infantils de Schumann amb llàgrimes als ulls.
El maig de 1941 va obtenir una beca i se'n va anar a estudiar a Alemanya amb el mestre Carl Schuricht, al Conservatori de Kassel, on va arribar a ser professor i després catedràtic. La seva dona i les seves dues filles es van reunir amb ell a Alemanya, però el perill de la Segona Guerra Mundial el va obligar a tornar amb la família a Espanya a finals del 1943.
El 1945 ja tenia quatre fills.

### Carrera professional

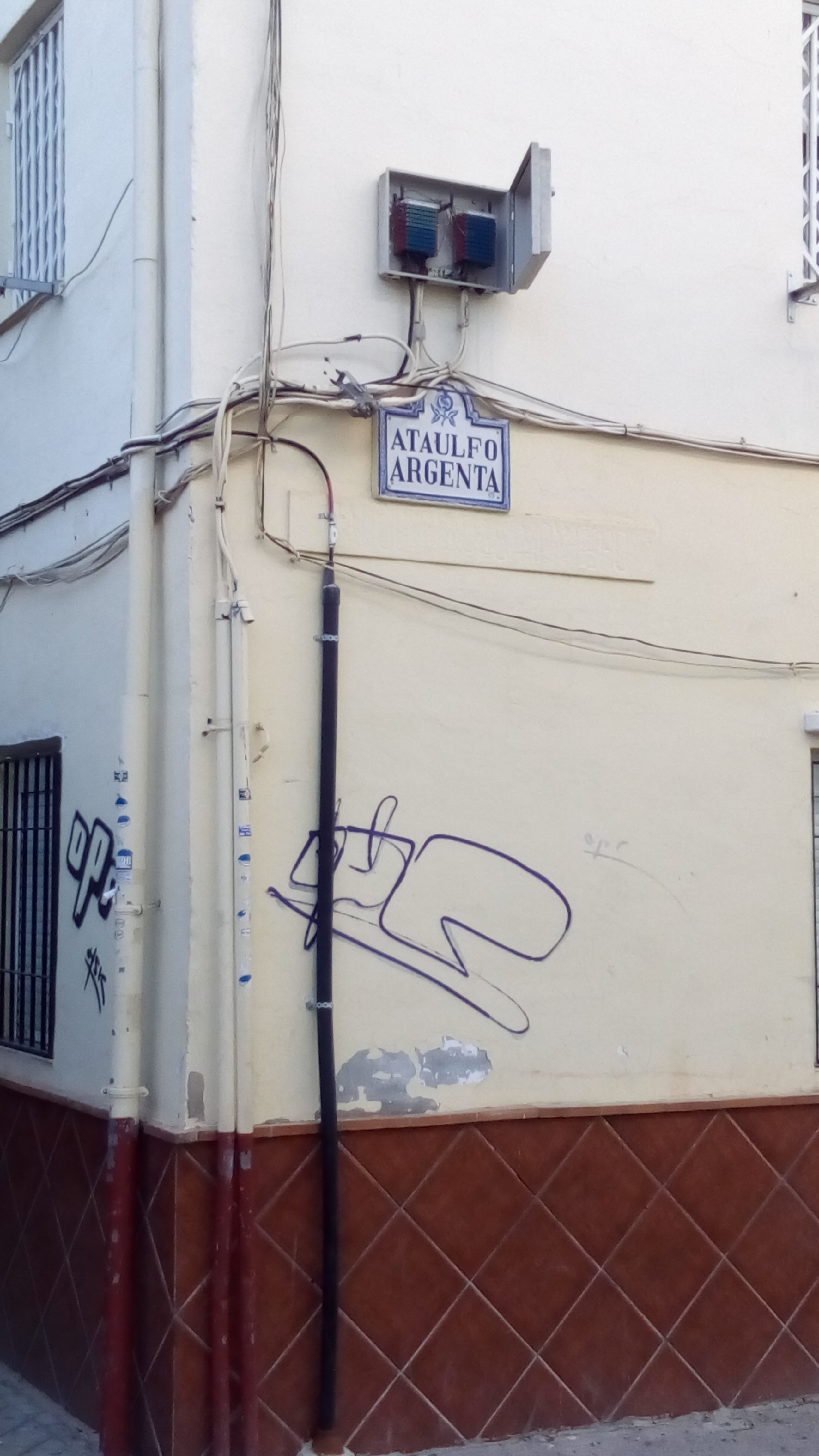
Carrer dedicat a Ataúlfo Argenta a Granada (Espanya).

Va crear l'Orquestra de Ràdio Nacional amb què va iniciar la seva carrera de directer d'orquestra, fent concerts gairebé cada dia. Es va dissoldre en negar-se Argenta a col·laborar en una depuració política dels membres de l'orquestra.
Gràcies al suport de Luis Urquijo Landecho, segon marquès de Bolarque, va crear l'Orquestra de Cambra de Madrid, amb què va fer concerts arreu d'Espanya.
L'1 de gener del 1947 es va publicar una disposició al B.O.E. en què es creava l'Orquestra Nacional d'Espanya. Els dies següents es va confirmar a Bartolomé Pérez Casas com a directer titular. Es va anomenar pel mateix rang a Ataúlfo Argenta, i es va donar la situació que l'orquestra va tenir dos directers titulars des de l'any 1947 al 1949.
A més va ser director convidat de l'Orquestra Nacional de França.
Va estar retirat de la direcció durant sis mesos per un atac de tuberculosi intestinal.
Molts el van acusar de rojo (contrari al règim de Franco) per les seves declaracions a un diari en parlar de l'endarreriment que patia el món de la composició musical a Espanya a causa de l'aïllament internacional del país.
Va ser un especialista en la música romàntica alemanya i en la música espanyola, amb predilecció pel compositor Manuel de Falla.
Entre les seves més reconegudes interpretacions es troben la Rapsodie espagnole de Maurici Ravel, i les Danses espanyoles de Moritz Moszkowski.
La seva excepcional capacitat com a director el va portar a dirigir nombroses orquestres fora d'Espanya, va rebent nombroses ofertes per desenvolupar la seva carrera a l'estranger. Poc abans de la seva mort estava a punt de signar una gira pels Estats Units d'Amèrica amb l'Orquestra de la Suisse Romande, que li havia ofert la titularitat. Va ser pioner també en els enregistraments en estèreo.
Pocs dies abans de morir, Ataúlfo Argenta havia aconseguit un dels èxits més grans de la seva vida artística, dirigint al Palau de la Música Catalana de Barcelona, primer, i després al Monumental Cinema de Madrid, l'oratori El Messies de Georg Friedrich Händel.

### Defunció

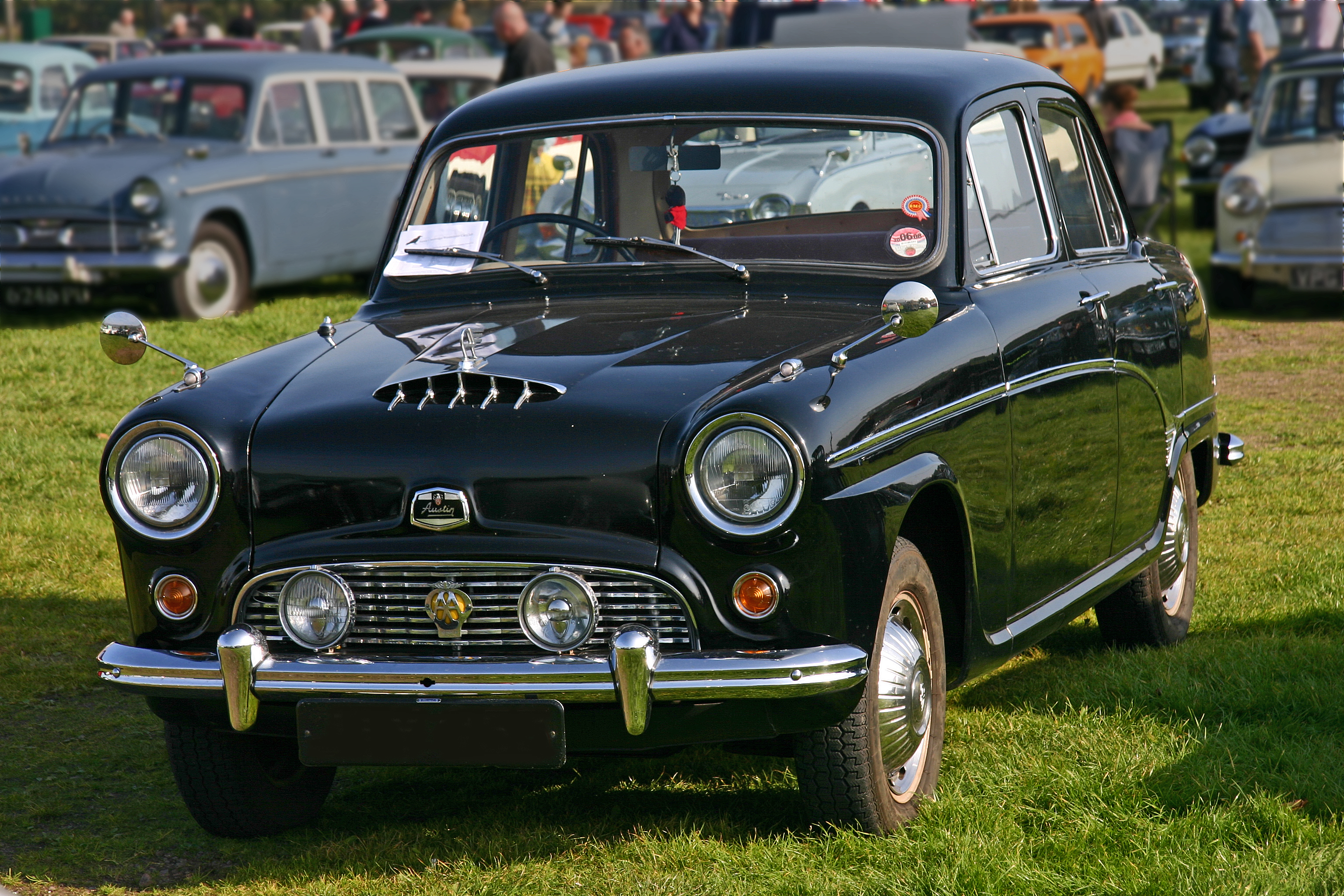
Austin A90. En un vehicle com aquest va perdre la vida Ataúlfo Argenta.

Argenta va morir el 1958, a 44 anys, a casa seva, a la localitat de Los Molinos, Madrid. Allí s'havia citat secretament amb la seva alumna de piano, una francesa de 23 anys anomenada Sylvie Mercier, per passar la nit. Com que havia nevat, va encendre la xemeneia i mentre es caldejava la casa la parella va baixar al garatge i va esperar dins del cotxe amb el motor encès. Entre els gasos de combustió de la gasolina de l'Austin A-90 SIX hi havia monòxid de carboni, un gas verinós, incolor i inodor que va produir la mort a Ataúlfo Argenta.
Ataúlfo Argenta havia patit una tuberculosi recent i l'autòpsia va revelar que la mort es va produir per intoxicació per monòxid de carboni. Sylvie Mercier va sobreviure després de perdre el coneixement. Va quedar traumatitzada i va abandonar la música. Va ser l'hereva a França del grup Cointreau.
El 31 de gener, deu dies després de la seva mort, l'Orquestra es va presentar per primer cop al públic sense el directer. Els músics, dempeus, van interpretar el coral de la Cantata 140, de Johann Sebastian Bach, escoltada pel públic també dempeus i en silenci.
Va ser enterrat al Cementiri de L'Almudena, a Madrid. La seva vídua, Juana Pallarés, mai no va obtenir la pensió que corresponia a la posició d'Argenta al capdavant de l'Orquestra Nacional.

## Reconeixements
- Creu de l'Orde d'Isabel la Catòlica.

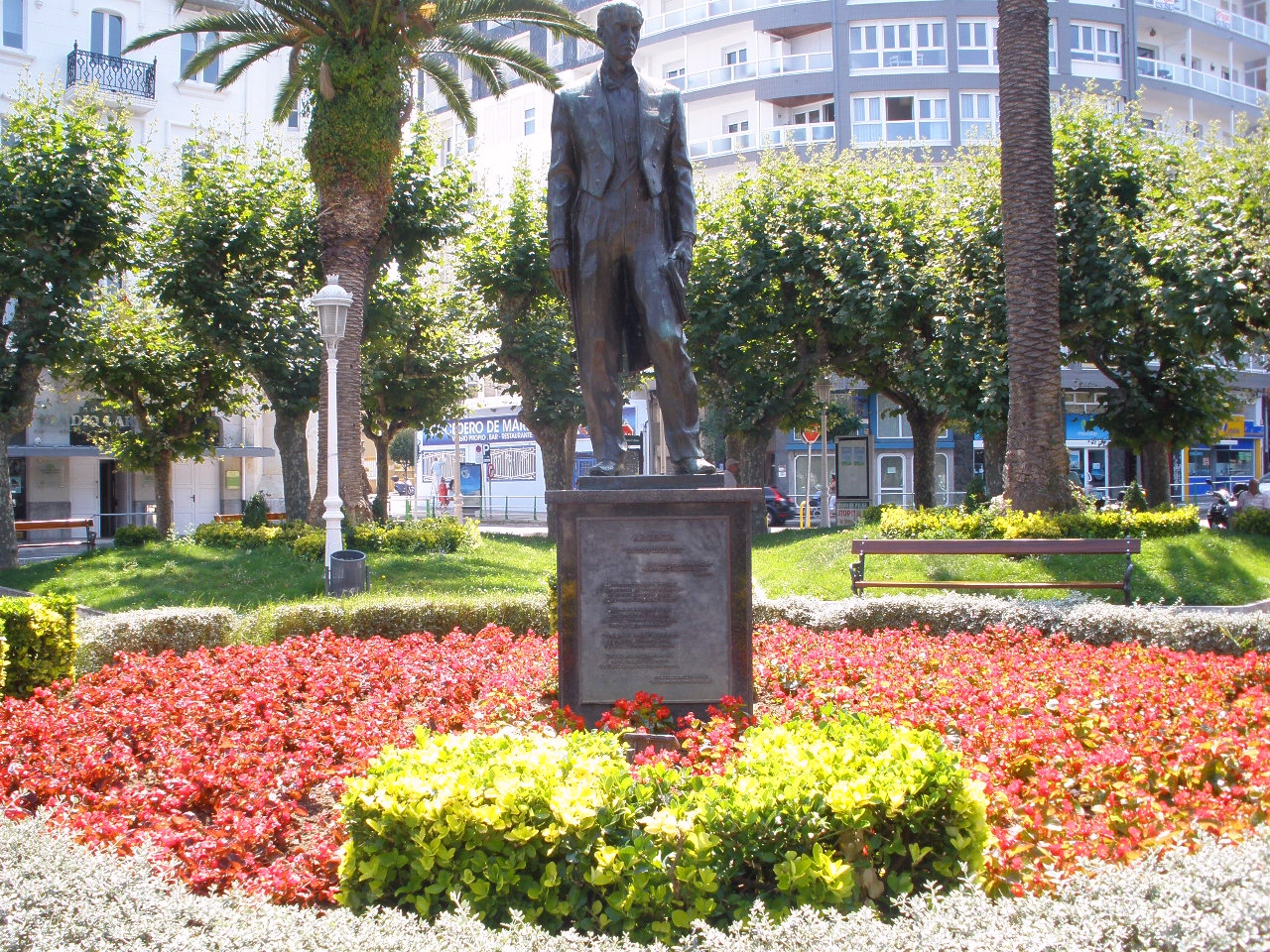
Monument a Ataúlfo Argenta a Castro-Urdiales

- Gran Creu de l'Orde d'Alfonso X el Savi a títol pòstum.
- Membre de l'Acadèmia de Belles Arts de Sant Ferran el 1956.
- Monument erigit el 1961 a Castro-Urdiales, obra de Rafael Huerta.
- Auditori de concerts a Castro-Urdiales, inaugurat el 28 de juny de 2013.[6]
- Un carrer de Santander porta el seu nom des del 30 de novembre del 2013.
- El Conservatori Professional Municipal Ataúlfo Argenta és a Santander.[7]
- La principal sala del Palau de Festivals de Cantàbria, a Santander, es diu Sala Argenta en el seu honor.

## Enregistraments
El 1952 va iniciar els seus enregistraments amb discos de 78 rpm, contenint preludis i intermedis.
El 1954 va passar a realitzar els registres en discos microsolc. Sota la seva batuta es van enregistrar més de seixanta sarsueles.
Els escassos enregistraments que va realitzar de música simfònica les va dur a terme per a Decca, Columbia, Club Français du Disque i enregistraments radiofònics que es van editar en CD posteriorment.

### Enregistraments simfònics
| Títol                                                                                              | Contingut | Referència                                                                              |
| -------------------------------------------------------------------------------------------------- | --- | --------------------------------------------------------------------------------------- |
| Great Conductors of the 20th century                                                               | Ataúlfo Argenta (enregistrament 1951-1957) Franz Liszt: Simfonia Faust Maurice Ravel: Alborada del gracioso* Franz Schubert: Simfonia número 9, “La Gran” Manuel de Falla: El amor brujo (Ana María Iriarte) Orchestre de la Société des Concerts du Conservatoire Orchestre des Cento Soli | EMI 75097                                                                               |
| Ataúlfo Argenta - Orchestre National De France, 1951                                               | Ataúlfo Argenta en París 1951 Stravinky, Rodrigo, Brahms Christian Ferras, violí Orchestre National du France. Ataúlfo Argenta, direcció Ígor Stravinsky: Pulcinella, ballet Joaquín Rodrigo: Concierto de estío para violí y orquestra Johannes Brahms: Simfonia número 2 en Re, op. 73. Enregistrament en directe, París, 4 d'abril de 1951 | Tahra-TAH 427 EAN 13: 3504129042714                                                     |
| Campoli Classics, Vol. 3                                                                           | Violí: Alfredo Campoli Arthur Bliss: Concert per a violí i orquestra, Op.79 London Philharmonic Orchestra. Arthus Bliss Piotr Ilitx Txaikovski: Concerto per a violí i orquestra, Op.35 London Symphony Orchestra. Ataúlfo Argenta (enregistrat el 1956) Tema i cadència, música incidental per a violí i orquestra.London Philharmonic Orchestra. Arthur Bliss Beulah 3PD10 Txaikovski: Concert per a violí i orquestra, Op.35 | DECCA SXL 2029                                                                          |
| Ataúlfo Argenta - Mendelssohn • Strauss • Manuel de Falla                                          | Ataúlfo Argenta dirigeix Mendelssohn, Strauss y Falla Orquestra Simfònica de Viena. Ataúlfo Argenta, direcció Felix Mendelssohn: Simfonia número 3 en La menor, Escocesa Richard Strauss: Don Juan Manuel de Falla: Tres danses d'El Sombrero de Tres Picos Enregistraments en directe 1953-1954 | ORFEO C 277 921 B EAN: 4011790277127                                                    |
| Joaquín Turina - Enregistraments històrics                                                         | Victoria de los Ángeles Esteban Sánchez Narciso Yepes Orquestra Nacional d'Espanya Ataúlfo Argenta Conxita Supervia Orquestra Simfònica de Madrid José Cubilles Lola Rodríguez Aragón Joaquín Turina Orquestra de Cambra de Barcelona Eduard Toldrá Andrés Segovia Orquestra Philharmonia | EAN: 8427287101282                                                                      |
| Festival Internacional de Música y Danza de Granada. Menuhin – Argenta                             | Orquestra Nacional d'Espanya Violí: Jehudi Menuhin Director: Ataúlfo Argenta Carl Maria von Weber: Oberon (Obertura); Brahms: Concert per a violí i orquestra, Op. 77; R. Strauss: Don Juan. (Enregistraments procedents dels arxius de RNE. Enregistrament realitzat al Palau de Carles V de Granada el 24 de juny de 1956.) | EAN 8423322651408                                                                       |
| Diez melodías vascas, de Guridi                                                                    | Navarra, d'Isaac Albéniz La Procesión del Rocío i La oración del torero, de Turina Orquestra Nacional d'Espanya Director: Ataúlfo Argenta | BMG RCA WD 71984                                                                        |
| Ataúlfo Argenta dirigeix Guridi, Granados i Albéniz                                                | Orquestra Nacional d'Espanya Ataúlfo Argenta, director Jesús Guridi (1886-1961): Diez melodías vascas Enric Granados (1867-1916): Goyescas [Intermedi] (4´28”) Isaac Albéniz (1860-1909): Navarra | EAN: 8429965082340                                                                      |
| Concierto de Aranjuez - Noches en los Jardines de España                                           | Concierto de Aranjuez (Joaquín Rodrigo). Noches en los Jardines de España (Manuel de Falla). Orquestra Nacional d'Espanya - Ataúlfo Argenta. Guitarra: Narciso Yepes; Piano: Gonzalo Soriano. Enregistrament: 1954 | Columbia RCA WD71675                                                                    |
| Ataúlfo Argenta (con la ONE) - Falla: El sombrero de tres picos i Noches en los jardines de España | Gonzalo Soriano, piano Orquestra Nacional d'Espanya Ataúlfo Argenta, director Manuel de Falla (1876-1946): El sombrero de tres picos i Noches en los jardines de España | REF.: Z-212 EAN 13: 8429965002126                                                       |
| Ataúlfo Argenta (amb l'ONE) - Rodrigo: Concierto de Aranjuez; Yepes: Juegos prohibidos             | Orquestra Nacional d'Espanya Ataúlfo Argenta, director Joaquín Rodrigo (1901-1999): 1-3. Concierto de Aranjuez Narciso Yepes (arranjament): Juegos Prohibidos Música de la pel·lícula de René Clement (popular / arranjament Narciso Yepes) | REF.: Z-211 EAN 13: 8429965002119                                                       |
| Rodrigo: Concierto de Aranjuez - De Falla: Noche en los Jardines de España                         | Ataúlfo Argenta, Gonzalo Soriano, Narciso Yepes Orquestra Nacional d'Espanya |                                                                                         |
| Ataúlfo Argenta Complete Decca Recordings 1953-1957                                                | Chabrier, Morzkowski, Liszt, Txaikovski, etc. L’Orchestre de la Suisse Romande London Symphony Orchestra Paris Conservatoire Orchestra Ataúlfo Argenta | 5 CDs 475 7747 cc5 Decca ADD                                                            |
| Liszt: A Faust Symphony; Les Preludes; Albenz: Iberia; Turina: Danzas Fantásticas                  | Ataúlfo Argenta (1953-1954) Orchestre de la Societe du Conservatoire Paris Suisse Romande Orchestra. Liszt: Simfonia Faust, S 108 i Les Preludes, S 97 Albéniz: Suite Iberia Turina: Danzas Fantásticas Op.22 | Urania URN 22269                                                                        |
| Schubert: Simfonies números 8 "Inacabada" i 9 "La Gran"                                            | Universal Music France Schubert Simfonia número 8 “Inacabada” – Simfonia número 9 “La Gran” Cento Soli (trobada d'instrumentistes de les millors orquestres parisenques dels anys 50) Directors: Günter Wand / Ataúlfo Argenta |                                                                                         |
| Espanya - Chabrier, Granados / Argenta, London Symphony Orchestra                                  | Emmanuel Chabrier: Espanya, Nikolai Rimski-Kórsakov: Capritx espanyol Granados: Andaluza, Moszkowski: Danses Espanyoles Claude Debussy: Images pour orchestre* Lonfon Symphony Orchestra / Suisse Romande Director: Ataúlfo Argenta Enregistrament: 1957-1958 | DECCA 4663782                                                                           |
| Falla. El Amor Brujo. El Sombrero De Tres Picos                                                    | Ana María Iriarte Orchestre de la Societé des Concerts du Conservatoire Ataúlfo Argenta |                                                                                         |
| Falla: El Sombrero de Tres Picos y El Amor Brujo                                                   | Orquestra Nacional d'Espanya Director: Ataúlfo Argenta L'Orchestre Symphonique de Paris Carles Surinach Montilla |                                                                                         |
| Andrés Segovia i els seus contemporanis, Vol. 9                                                    | Guitarra: Regino Sainz de la Maza /Andrés Segovia Obres: Joaquín Rodrigo, Castelnuovo-Tedesco, Manuel Ponce, Regino Sainz de la Maza, Francesc Tàrrega Orquestra Nacional d'Espanya / New London Orchestra Directors: Ataúlfo Argenta / Alec Scherman Doremi, enregistrament: 1948 |                                                                                         |
| The Art of Julius Katchen, Vol. 4                                                                  | Liszt – Concerts per a piano; Vals Mephisto (I,II) per a piano número 1, Rapsòdia Hongaresa número 12 Edvard Grieg – Concert per piano i orquestra op.16 / Modest Mússorgski – Quadres d'una exposició Mili Balakirev - Islamey, Fantasia oriental per a piano London Philharmonic Orchestra, Ataúlfo Argenta Orchestre Philharponique d’Israël, Istvan Kertesz | DECCA 4608312                                                                           |
| Enregistraments inèdits. Ataúlfo Argenta                                                           | Ludwig van Beethoven: Simfonia número 3, Op. 55; Sonata per a violí i piano número 8, amb Arthur Grumiaux i Ataúlfo Argenta Brahms: Concert per a violí, Op. 77, amb Iehudi Menuhin / Sonata para violí i piano, Op.100, amb Arthur Grumiaux (violí) i Ataúlfo Argenta (piano) Escudero: Concert Vasc per a piano i orquestra / Sinfonieorchester des Bayerischen Rundfunks Martín Imaz (piano) Falla: El Amor brujo. Orquestra Suisse Romande Txaikovski: Simfonia número 4, Op. 36. Orquestra Suisse Romande Smetana: La núvia venuda (obertura). Orquestra Suisse Romande R. Strauss: Les aventures de Till Eulenspiegel. Orquestra Suisse Romande | RTVE Música 65097                                                                       |
| Manuel de Falla: Enregistraments Històrics                                                         | Centre de Documentació d'Andalusia CD3.- El retablo de Maese Pedro El Sombrero de tres picos: Suite número 1 i 2 Homenatges Orquestra Nacional d'Espanya. Ataúlfo Argenta (enregistrament en directe el 21 d'octubre de 1956, al Palau de la Música de Madrid. RNE) | Almaviva DS0121 EAN: 8427287101213                                                      |
| Ataúlfo Argenta - Obres de Falla i Bretón                                                          | Teresa Berganza, mezzo soprano Gonzalo Soriano, piano Orchestre National de la Radioffusion Française Gran Orquestra Simfònica Ataúlfo Argenta, director Falla: El Amor Brujo Falla: Noches en los Jardines de España Falla: La Vida Breve (Suite) Falla: El sombrero de Tres Picos (tres danses) Bretón: Escenas Andaluzas (Polo Gitano, Zapateado) | Medici Masters MM025-2 EAN: 0827565030927 Editat originalment en Stradivarius STR 10059 |
| Albéniz: Iberia / Turina: Danses Fantàstiques                                                      | Orquestra de la Societat de Concerts del Consevatori de París Director: Ataúlfo Argenta | Columbia WD 71397                                                                       |
| Symphonie Fantastique / Les Preludes                                                               | Hector Berlioz: Simfonia Fantàstica Liszt: Les Préludes Orquestra del Conservatori de París Orquestra de la Suisse Romande Director: Ataúlfo Argenta Enregistrament: 1955,1957 | DECCA 452 305-2                                                                         |
| Manuel de Falla - El Retablo de Maese Pedro; Concert per a clavecí                                 | Julita Bermejo Carlos Munguía Raimon Torres Robert Veyron-Lacroix, clavecí Orquestra Nacional d'Espanya Ataúlfo Argenta, director | EAN: 8429965002133                                                                      |
| Goyescas - Enric Granados                                                                          | Consuelo Rubio Ana María Iriarte Manuel Ausensi Ginés Torrano Gran Orquestra Simfònica de Madrid Cor Cantors de Madrid Ataúlfo Argenta, director | EAN: 8429965005837                                                                      |
| España                                                                                             | Argenta, The London Symphony Orchestra Chabrier: Espanya Rimski-Korsákov: Caprici espanyol Granados: Andaluza Moszkowski: Danses espanyoles Debussy: Images pour orchestre London Symphony Orchestra L´Orchestre de la Suisse Romande | DECCA 443 580-2                                                                         |
| World’s Finest Conductor - Ataúlfo Argenta                                                         | Classique Perfecto |                                                                                         |
| Argenta - Greatest Moments                                                                         | Classic Music International |                                                                                         |
| Lo mejor de la música española dirigida por Ataúlfo Argenta                                        | CD en reconeixement del centenari del seu naixement. Doble CD dedicat íntegrament a compositors espanyols, amb Ataúlfo Argenta al capdavant d'agrupacions com l'Orquestra Nacional d'Espanya, Gran Orquestra Simfònica, Orquestra del Conservatori de París, Orquestra Simfònica, Orquestra de la Societat de Concerts del Conservatori de París i Orquestra de Madrid |                                                                                         |

### Enregistraments de sarsuela
| Títol                                                                               | Contingut | Referència            |
| ----------------------------------------------------------------------------------- | --- | --------------------- |
| Barbieri: La Zarzuela - El Barberillo de Lavapiés                                   | Ana María Olaria, Teresa Berganza, Carlos Munguía, Gerardo Monreal, José María Maiza. Cor de Cambra de l'Orfeó Donostiarra. Director: Juan Gorostidi. Mestre Concertador: Julián Perera. Orquestra Simfònica. Director: Ataúlfo Argenta. | EAN: 8429965004861    |
| Luna: El Asombro de Damasco                                                         | Coro de Cantores de Madrid y la orquestra Simfònica. Ataúlfo Argenta. Lina Huarte, Toñy Rosado, Manuel Ausensi i Gerardo Monreal. | EAN: 8429965005462    |
| El Caserío - Jesús Guridi                                                           | Pilar Lorengar Joaquina Belaustegui Mari Carmen Pérez Parral Manuel Ausensi Carlos Munguía Julio Uribe José María Maiza Cor de Cambra de l'Orfeó Donostiarra Gran Orquestra Simfònica Ataúlfo Argenta, director | EAN: 8429965005356    |
| Los diamantes de la corona - Francisco Asenjo Barbieri                              | Pilar Lorengar María Dolores Alite Ginés Torrano Rafael Campos Manuel Ausensi Gerardo Monreal Coro Cantores de Madrid Gran Orquestra Simfònica Ataúlfo Argenta, director | EAN: 8429965005431    |
| La Verbena de la Paloma - Tomás Bretón                                              | Cors Cantors de Madrid Gran Orquestra Simfònica Ataúlfo Argenta, director |                       |
| Doña Francisquita - Amadeu Vives                                                    | Ángeles Morales Ana María Iriarte Dolores García Calvo Pérez Parral Carlos Munguía Cor de Cambra de l'Orfeó Donostiarra Gran Orquestra Simfònica Ataúlfo Argenta, director | EAN: 8429965005776    |
| La tempestad - Ruperto Chapí                                                        | Toñy Rosado Pilar Lorengar Manuel Ausensi Carlos Munguía Gil Díaz Martos Gran Orquestra de Cambra de Madrid Ataúlfo Argenta, director | EAN 13: 8429965005783 |
| Las golondrinas - José María Usandizaga                                             | Pilar Lorengar Ana María Iriarte Raimundo Torres Carlos Munguía Gran Orquestra Simfònica Ataúlfo Argenta, directer | EAN: 8429965005653    |
| La patria chica; La chula de Pontevedra Ruperto Chapí; Pablo Luna                   | Ana María Iriarte Dolores Cava Carlos Munguía Manuel Ausensi Toñy Rosado Inés Rivadeneira Gregorio Gil Manuel Ausensi Gran Orquestra Simfònica de Madrid Ataúlfo Argenta, director | EAN: 8429965005592    |
| El puñao de rosas; Música clásica - Ruperto Chapí                                   | Ana María Iriarte Pilar Lorengar Teresa Berganza Manuel Ausensi Gran Orquestra de Cambra de Madrid Ataúlfo Argenta, directer Ana María Iriarte José María Maiza Gerardo Monreal Gran Orquestra de Cambra de Madrid Ataúlfo Argenta, director | EAN: 8429965005561    |
| La viejecita - Manuel Fernández Caballero                                           | Ana María Iriarte Toñy Rosado Carlos Munguía Manuel Ausensi Luis S. Luque Gregorio Gil Arturo Díaz Martos Gran Orquestra de Cambra de Madrid Ataúlfo Argenta, director | EAN: 8429965105520    |
| Amadeu Vives - Maruxa                                                               | Toñy Rosado Pilar Lorengar Manuel Ausensi Gran Orquestra de Cambra de Madrid Ataúlfo Argenta, director | EAN: 8429965005530    |
| Alma de Dios; Los claveles - José Serrano                                           | Manuel Ausensi Ana María Iriarte Marichu Urreta Perecito Manuel Ortega Gran Orquestra de Cambra de Madrid Ataúlfo Argenta, director | EAN: 8429965005493    |
| José Serrano - La reina mora; Moros y cristianos                                    | Ana María Iriarte Pilar Lorengar Teresa Berganza Manuel Ausensi Orquestra de Cambra de Madrid Ataúlfo Argenta, directer Ana María Iriarte Carlos Munguía Gran Orquestra Simfònica Ataúlfo Argenta, director | EAN: 8429965005509    |
| El barquillero; La fiesta de San Antón - Federico Chueca; Tomás L. Torregrosa       | Toñy Casado Carlos Munguía Juan de Andía Coro Cantores de Madrid Gran Orquestra Simfònica Ataúlfo Argenta, directer Toñy Rosado Teresa Berganza Gerardo Monreal Coro Cantores de Madrid Gran Orquestra Simfònica Ataúlfo Argenta, director | EAN: 8429965005486    |
| Molinos de viento - Pablo Luna                                                      | Pilar Lorengar Manuel Ausensi Carlos Munguía Arturo Díaz Martos Gran Orquestra Simfònica Cors Cantors de Madrid Ataúlfo Argenta, director | EAN: 8429965005417    |
| Gigantes y cabezudos - Manuel Fernández Caballero                                   | Ana María Iriarte María Teresa Erdozain María Prieto Carlos Munguía Nicolás Aldanondo Faustino Aurquia Cor de Cambra de l'Orfeó Donostiarra Gran Orquestra Simfònica Ataúlfo Argenta, director | EAN: 8429965004854    |
| Luisa Fernanda - Federico Moreno Torroba                                            | Fuensanta Solá María de los Ángeles Morales Manuel Ausensi Carlos Munguía Arturo Díaz Martos Gregorio Gil Gran Orquestra Simfònica Cors Cantors de Madrid Ataúlfo Argenta, director | EAN: 8429965005349    |
| Los gavilanes - Jacinto Guerrero                                                    | Gran Orquestra Simfònica Cors Cantors de Madrid Ataúlfo Argenta, director | EAN: 8429965005332    |
| El rey que rabió - Ruperto Chapí                                                    | Pilar Lorengar Toñy Rosado Manuel Ausensi Carlos Munguía Ana María Fernández Agustín S. Luque Rafael Maldonado Manuel Tierra Carlos S. Luque Cors Cantors de Madrid Gran Orquestra Simfònica Ataúlfo Argenta, director | EAN: 8429965005363    |
| Los de Aragón - José Serrano                                                        | Toñy Rosado Carlos Munguía Cors Cantors de Madrid Gran Orquestra Simfònica Ataúlfo Argenta, director | EAN: 8429965005325    |
| La Corte del Faraón - Vicente Lleó                                                  | Ana María Iriarte Dolores Cava María Dolores Alite Joaquín Portillo Miguel Ligero Rafael Campos Sigfredo Videras Gran Orquestra Simfònica Cors Cantors de Madrid Ataúlfo Argenta, director | EAN 13: 8429965005318 |
| La alegría de la huerta; La boda de Luis Alonso Federico Chueca; Gerónimo Giménez   | Toñy Rosado Carlos Munguía Teresa Berganza Arturo Díaz Martos Manuel Ortega Cors Cantors de Madrid Gran Orquestra Simfònica Ataúlfo Argenta, conductor Inés Rivadeneira Teresa Berganza Carlos Munguía Gerardo Monreal Ana María Fernández Cors Cantors de Madrid Gran Orquestra Simfònica Ataúlfo Argenta, director | EAN 13: 8429965005301 |
| La del soto del parral - Reveriano Soutullo                                         | Toñy Rosado Teresa Berganza Manuel Ausensi Carlos Munguía Gregorio Gil Manuel Ortega Gran Orquestra Simfònica Cors Cantors de Madrid Ataúlfo Argenta, director | EAN: 8429965005295    |
| Los cadetes de la reina - Pablo Luna                                                | Cors Cantors de Madrid Gran Orquestra Simfònica Ataúlfo Argenta, director | EAN 13: 8429965004823 |
| El niño judío - Pablo Luna                                                          | Ana María Iriarte, Lina Huarte, Manuel Ausensi, Gerardo Monreal, Joaquín Portillo y Rafael Campos. Cors Cantors de Madrid Gran Orquestra Simfònica Ataúlfo Argenta, director | EAN 13: 8429965004816 |
| El tambor de granaderos; La alsaciana - Ruperto Chapí; Jacinto Guerrero             | Teresa Berganza, Toñy Rosado, Carlos S. Luque, Pilar Lorengar, Manuel Ausensi y Carlos Munguia. Cors Cantors de Madrid Gran Orquestra Simfònica Ataúlfo Argenta, director | EAN 13: 8429965004809 |
| El cabo primero; El baile de Luis Alonso - M. Fernández Caballero; Gerónimo Giménez | Cors Cantors de Madrid Gran Orquestra Simfònica Ataúlfo Argenta, director | EAN 13: 8429965004892 |
| La canción del olvido - José Serrano                                                | Pilar Lorengar, Manuel Asensi y Carlos Munguía. Cors Cantors de Madrid Gran Orquestra Simfònica Ataúlfo Argenta, director | EAN 13: 8429965004885 |
| La Revoltosa - Ruperto Chapí                                                        | Ana M.ª Iriarte, Manuel Ausensi, Miguel Ligero, Inés Revadeneira. Cors Cantors de Madrid Gran Orquestra Simfònica Ataúlfo Argenta, director | EAN 13: 8429965004779 |
| Bohemios - Amadeu Vives                                                             | Tony Rosado Teresa Berganza Ana María Fernández Adela Cano Manuel Ausensi Carlos Munguía Arturo Díaz Martos Gregorio Gil Cors Cantors de Madrid Gran Orquestra Simfònica Ataúlfo Argenta, director | EAN 13: 8429965004786 |
| La Dolorosa; Las Leandras - José Serrano; Francisco Alonso                          | Ana María Iriarte Manuel Ausensi Gregorio Gil Carlos S. Luque Gran Orquestra Simfònica Ataúlfo Argenta, directer Celia Gámez Aníbal Vela Gran Orquestra Simfònica Francisco Alonso, director | EAN 13: 8429965005660 |
| Federico Chueca - La Gran Vía; El Chaleco Blanco                                    | Ana María Iriarte Gerardo Monreal Gran Orquestra de Cambra de Madrid Ataúlfo Argenta, directer Toñy Rosado Ana María Iriarte Gran Orquestra de Cambra de Madrid Ataúlfo Argenta, director | EAN 13: 8429965005516 |
| El dúo de La Africana - Manuel Fernández Caballero                                  | Ana María Iriarte Carlos Munguía Joaquín Roa Rafael Maldonado Cors Cantors de Madrid Gran Orquestra de Cambra de Madrid Ataúlfo Argenta, director | EAN 13: 8429965005479 |
| Manuel Penella: Don Gil de Alcalá                                                   | Lina Huarte, Teresa Berganza, Manuel Ausensi, Ginés Torrano, Antonio Campo, Carlos Munguia. Gran Orquestra Simfònica. Argenta, Ataúlfo. Coro Cantores de Madrid |                       |
| La Dogaresa - Rafael Millán                                                         | Pilar Lorengar Teresa Berganza Manuel Ausensi Carlos Munguía Antonio Campó Cor de Cambra de l'Orfeó Donostiarra Gran Orquestra Simfònica Ataúlfo Argenta, director | EAN 13: 8429965005448 |
| Jugar con fuego - Francisco Asenjo Barbieri                                         | Pilar Lorengar Teresa Berganza Manuel Ausensi Carlos Munguía Antonio Campó Cor de Cambra de l'Orfeó Donostiarra Gran Orquestra Simfònica Ataúlfo Argenta, director | EAN 13: 8429965005400 |
| Preludios e Intermedios de Zarzuela, vol. 1                                         | Obres de Bretón, Chapí, Vives, Moreno Torroba… Preludios e Intermedios de Zarzuela, vol. 1: 1. La verbena de La Paloma (preludi) 2. El tambor de granaderos (preludi) 3. Bohemios (preludi) 4. La corte del faraón (vals) 5. La revoltosa (preludi) 6. El niño judío (preludi) 7. Luisa Fernanda (introducció al Tercer Acte) 8. La canción del olvido (preludio) 9. El baile de Luis Alonso (preludio) 10. El cabo primero (preludio) 11. La boda de Luis Alonso (intermedio) 12. La alegría de la huerta (pasacalle) Gran Orquestra Simfònica Ataúlfo Argenta, director | EAN 13: 8429965005387 |
| Preludios e intermedios de zarzuela, vol. 2                                         | Piezas de Chapí, Soutullo, Luna, Guridi… Gran Orquestra Simfònica Ataúlfo Argenta, director | EAN 13: 8429965005424 |
| Preludios e intermedios de zarzuela, vol. 3                                         | Serrano, Vives, Luna, Chueca, Usandizaga… José Serrano Gerónimo Giménez Amadeu Vives Pablo Luna Jesús Guridi José María Usandizaga Ruperto Chapí Tomás López Torregrosa Federico Chueca Gran Orquestra Simfònica Ataúlfo Argenta, director | EAN 13: 8429965082531 |

## Documentals
- Ata, Ataúlfo Argenta: Un Castreño Universal. Dirigit per Carlos Calbacho el 2013.[9]